# Bertelsmann Marketing Services
Die Bertelsmann Marketing Services ist eine deutsche Unternehmensgruppe der Druckindustrie mit Hauptsitz in Gütersloh. Sie wurde 2016 gegründet und ist in Europa Marktführer unter den Offsetdruck- und Tiefdruckunternehmen. Die Bertelsmann Marketing Service gehört zum internationalen Medien-, Dienstleistungs- und Bildungskonzern Bertelsmann.

## Geschichte
2005 fassten Bertelsmann und Axel Springer ihre Tiefdruckbetriebe unter dem Dach von Prinovis zusammen. Grund dafür waren unter anderem der branchenweite Preisverfall und Überkapazitäten. Das Gemeinschaftsunternehmen hatte seinen Sitz in Hamburg und war von Beginn an Marktführer in Europa. Bertelsmann besaß indirekt 74,9 Prozent, jeweils 37,45 Prozent entfielen auf die Tochtergesellschaften Arvato und Gruner + Jahr. Der Anteil von Axel Springer lag bei 25,1 Prozent. 2012 wurde Prinovis dann wiederum Teil von Be Printers, einem neu geschaffenen Unternehmensbereich von Bertelsmann für die Mehrzahl der Druckereien. Dieser Schritt war Teil eines größeren Umbaus des Konzerns unter dem 2012 angetretenen Vorstandsvorsitzenden Thomas Rabe. 2015 verkaufte Axel Springer seine Beteiligung an Prinovis, wodurch Bertelsmann alleiniger Gesellschafter des Unternehmens wurde. Dadurch erhielt Bertelsmann die Gelegenheit, die Strukturen seiner Druckbetriebe weiter zu vereinfachen.
Kurz nach der Umstrukturierung kündigte Bertelsmann im November 2015 an, mit Wirkung zum 1. Januar 2016 die Bertelsmann Printing Group zu gründen. Unter dem Dach der neuen Unternehmensgruppe wurden sämtliche Druckereien von Be Printers und die zuvor zur Dienstleistungstochter Arvato gehörenden Druckbetriebe gebündelt. Außerdem kamen einige Dienstleistungs- und Produktionsgeschäfte hinzu, beispielsweise der Speichermedienhersteller Sonopress. Die Bertelsmann Printing Group erwirtschaftete zum Zeitpunkt ihrer Gründung etwa 1,7 Milliarden Euro jährlich und hatte über 8.000 Mitarbeiter. Ungeachtet des Zusammenschlusses blieben die Marken der einzelnen Druckereien, Dienstleistungs- und Produktionsbetriebe erhalten. Im Verlauf des Geschäftsjahres trug sie erheblich zur positiven Ertragssituation des gesamten Konzerns bei. 2017 wechselten weitere Unternehmen im Bereich des digitalen Marketings von Arvato zur Bertelsmann Printing Group.
Am 26. April 2023 wurde die Unternehmensgruppe von „Bertelsmann Printing Group“ in „Bertelsmann Marketing Services“ umbenannt.

## Struktur
Seit 2016 ist die Bertelsmann Marketing Services einer von acht Unternehmensbereichen von Bertelsmann. Sie umfasst alle weltweiten Offset- und Tiefdruckbetriebe von Bertelsmann sowie einige Dienstleistungs- und Produktionsgeschäfte. Dies sind die Unternehmen AZ Direct, Berryville Graphics, Campaign, Coral Graphics, DeutschlandCard, GGP Media, MBS, Mohn Media, Offset Paperback Manufacturers (OPM), Prinovis, die rtv media group, Sonopress und Vogel Druck.
Zunächst führten mit Bertram Stausberg und Axel Hentrei zwei gleichberechtigte Chief Executive Officers die Bertelsmann Printing Group. Seit dem Rückzug von Bertram Stausberg im Herbst 2016 leitet Axel Hentrei alleine die Unternehmensgruppe. Die Zentrale befindet sich an der Carl-Bertelsmann-Straße in Gütersloh. Insgesamt gibt es 15 Standorte in Deutschland, Großbritannien und den Vereinigten Staaten, dazu kommen Produktionsstätten in Mexiko und Asien.